# Psoloessa
Psoloessa es un género de saltamontes de la subfamilia Gomphocerinae, familia Acrididae, y está asignado a la tribu Aulocarini. Este género se distribuye en Norteamérica.

## Especies
Las siguientes especies pertenecen al género Psoloessa:
- Psoloessa brachyptera (Bruner, 1905)
- Psoloessa delicatula (Scudder, 1876)
- Psoloessa microptera Otte, 1979
- Psoloessa texana Scudder, 1875